# Claude Gallimard
Pour les articles homonymes, voir Gallimard (homonymie).
Claude Gallimard est un éditeur et chef d'entreprise français, né le 10 janvier 1914 et mort le 29 avril 1991. Fils de Gaston Gallimard, il est, de 1976 à 1988, le patron de la maison d'édition Gallimard, fondée par son père en 1911.

## Biographie

### Jeunesse et études
Claude Gallimard étudie à l'École libre des sciences politiques, dont il est diplômé en 1935 (section Finances privées).
Il est le cousin germain de Michel Gallimard, avec lequel il entretient des relations parfois tendues. Ce dernier meurt avec Albert Camus dans un accident de voiture en janvier 1960.
Marié à Simone Cornu, il a eu avec elle quatre enfants qui ont tous travaillé dans les métiers du livre : Françoise, Christian, Antoine, et Isabelle. Le 14 novembre 1980 à Paris, il épouse en secondes noces Colette Rousselot, la veuve de Jacques Duhamel.

### Parcours professionnel
Claude Gallimard travaille dans l'entreprise familiale dont il devient le président à la mort de son père le 15 janvier 1976.
En 1988, malade, Claude Gallimard remet la direction du groupe à son fils Antoine, après avoir écarté de celle-ci son fils aîné Christian.
Il meurt en 1991. Sa tombe est visible à Pressagny-l'Orgueilleux (dans l'Eure), celle de son père s'y trouvant.